# 遠近由美子
遠近 由美子（とおちか ゆみこ、3月29日 - ）は、タレント、ラジオパーソナリティ、実業家。所属事務所はV.A.S.P.。埼玉県出身。血液型はO型。

## 人物
学生時代からモデルとして活動。アメリカ留学を経て、ラジオパーソナリティとしてJ-WAVEでデビュー。その後FM YOKOHAMA、FM NACK5など各局で番組を持ち人気DJとなる。
あだ名の「とっちー」はNACK5「MAGICAL SNOWLAND」レポーター時に決定した
2005年4月～2010年3月までの5年間 TVK「オンガクのDNA」では山本シュウ、藤田琢己とともにMCを務めた
2012年4月～2015年3月「ごごたま」の金曜日MCを担当
現在はタレント活動と並行してカフェの経営や店舗プロデュースなども手がける実業家として活動している。株式会社HEARTS EASE 代表取締役。
2014年 自身の有機ハーブティーブランド「TOCHICA」を発表
2017年12月 双子を妊娠している事を発表し、2018年2月 双子の女児を出産
産後間もなく仕事復帰し、同年4月FM ヨコハマの特別番組『鉄道小説大賞』でラジオDJとしても復帰
2018年5月 ZIP‐FM「DJ MORIZO HANDLE THE MIC」で、MORIZOこと、トヨタ自動車豊田章男社長のアシスタントDJとして抜擢される

## レギュラー歴
- ZIP-FM 「DJ MORIZO HANDLE THE MIC」毎週土曜 19:00〜19:30（2018.8-）
- FMヨコハマ 「God Bless Saturday〜ゴブサタ〜」毎週土曜 13:00〜15:55　※2012年10月〜2017年3月
- FMヨコハマ 「Smilin'! Groovin'!」 毎週土曜 11:00〜13:00　※2007年4月〜2012年9月
- FM NACK5 「WEEKLY NACK5」 毎週月曜 5:00〜6:00
- FM NACK5 「NACK ON TOWN」他　リポーター
- テレ玉、tvk、チバテレ 「ごごたま」金曜日アシスタント ※2012年4月〜2015年3月
- TVK (テレビ神奈川) 「オンガクのDNA」毎週月曜 22:00〜22:55（2005.4-2010.3）
- スカパー!110プロモ 「ドキドキスカナビ」 毎日数回放送予定